# Svatyně (seriál)
Svatyně (v anglickém originále Sanctuary) je kanadský televizní sci-fi/fantasy seriál především scenáristy Damiana Kindlera.
Premiérově jej vysílala, stejně jako jiné sci-fi seriály, například Hvězdná brána: Hluboký vesmír nebo Heuréka – město divů, americká kabelová televizní stanice Syfy, a to od roku 2008 do roku 2011. V Česku je vysílán televizní společností AXN.

## Příběh seriálu
Sanctuary sleduje osudy týmu lidí pracujících v takzvané Svatyni, což je organizace zaměřená na ochranu deformovaných, zmutovaných či neznámých stvoření, které by mnozí označili za monstra a stvůry. Tito „abnormálové“ se vyskytují po celé Zemi v nespočtu tvarů a podob, přesto o jejich existenci nemá většinová lidská populace zpravidla ani tušení. Úkolem Svatyně je zajistit, aby to tak i nadále zůstalo a abnormálové a normální lidé jedny druhé nijak neohrožovali a nenarušovali.
Námět původních webizod i následného televizního zpracování napsal Damian Kindler, který nyní slouží jako hlavní scenárista seriálu. Společně s režisérem Martinem Woodem a herečkou Amandou Tapping tvoří ústřední producentské trio.

## Koncept
V roce 2007 bylo natočeno a posléze odvysíláno 8 webizod. V roce 2008 byl použit děj prvních čtyř webizod, materiál byl přestříhán, rozšířen a vznikl tak první dvojdíl nového TV seriálu pod názvem Sanctuary for All, česky Svatyně pro všechny.
Od roku 2008 do současnosti vznikly celkem čtyři série. První dvě série po 13 epizodách, třetí série po 20 epizodách a poslední, čtvrtá série, která obsahuje 13 epizod. 21. května 2012 bylo oznámeno že 5. řada seriálu byla zrušena.
| Řada | Díly | Premiéra v USA  | Premiéra v USA    | Premiéra v ČR   | Premiéra v ČR    |
| Řada | Díly | První díl       | Poslední díl      | První díl       | Poslední díl     |
| ---- | ---- | --------------- | ----------------- | --------------- | ---------------- |
| 0    | 8    | 14. května 2007 | 30. srpna 2007    | nebylo vysíláno | nebylo vysíláno  |
| 1    | 13   | 3. října 2008   | 5. ledna 2009     | 4. ledna 2009   | 22. března 2009  |
| 2    | 13   | 9. října 2009   | 15. ledna 2010    | 20. ledna 2010  | 14. dubna 2010   |
| 3    | 20   | 15. října 2010  | 20. června 2011   | 22. března 2011 | 1. července 2011 |
| 4    | 13   | 7. října 2011   | 30. prosince 2011 | 10. dubna 2012  | 22. května 2012  |